# Flight Alaska
Flight Alaska (діяльність здійснювалася також під найменуванням Yute Air) — колишня американська авіакомпанія, що базується в Бетелі, Аляска, США. Вона здійснювала регулярні авіарейси в більш ніж 22 поселеннях Аляски, а також надавала чартерні послуги по всій Алясці. Її головною базою був аеропорт Бетела. 5 березня 2017 року авіаперевізник оголосив про припинення своєї діяльності.

## Історія
Авіакомпанія почала здійснювати рейси з Діллінгема на Алясці в середині 1950-х років під ім'ям Bob Harris Flying Services, а пізніше була перейменована в Yute Air. У 1988 році вона була продана Вільяму Джонсону, однак у зв'язку з банкрутством в квітні 2000 року вона була викуплена компанією Flight International Group і незабаром після цього перейменована в Flight Alaska. Під цим брендом здійснювалися пасажирські і вантажні перевезення, чартерні рейси, доставка поштового корепонденції. а також допомогу в гасінні пожеж. У 2004 році Flight Alaska була придбана Тімом Воттісом, і авіасполучення скоротилося до Бетела і його околиць. Також було повернуто назву Yute Air, яке використовувалося аж до припинення бізнесу в 2017 році.

## Призначення
Yute Air станом на червень 2012 року здійснювала внутрішні регулярні рейси в наступні населенні пункти: Бетел, Чефорнак, Ік, Гудньюс-Бей, Кіпнук, Конгіганак, Куігіллінгог, Ньюток, Найтмьют, Платінум, Куїнагак, Токсук-Бей, Тунтутуліак і Тунунак, Атмаутлуак, Нунапітчук, Касіглук, Куїтлук, Акіачак, Акіак, Тулуксак, Калскаг та інші.

## Флот
На серпень 2012 року повітряний флот Yute Air складався з літаків Cessna 172 і Cessna 207.